# Войцеховский, Сергей Львович
Серге́й Льво́вич Войцехо́вский (1900, Варшава, Варшавская губерния — 21 января 1984, США) — политический и общественный деятель белой эмиграции, публицист, поэт.

## Биография
Родился в семье офицера Русской императорской армии Л. П. Войцеховского, расстрелянного большевиками в 1919 году. Старший брат Ю. Л. Войцеховского.
Учился в Могилёвской гимназии, куда был переведён его отец в 1912 году. В 1915 году поступил в Нижегородский дворянский институт. После октябрьского переворота служил в Добровольческой армии, затем являлся чиновником для особых поручений и переводчиком при министерстве иностранных дел Украинской Державы. Впоследствии переселился в Одессу, где в декабре 1918 года стал служащим французского консульства. В 1919 году в Киеве познакомился с И. Л. Солоневичем, работавшим в газете «Вечерние огни». В начале 1920 года он не смог эвакуироваться из Одессы, так как, по его словам, «был брошен в январе 1920 года на произвол судьбы ответственным за эвакуацию генералом Шиллингом», в первые недели красного террора выжил, благодаря помощи одной еврейской семьи. Тогда он стал членом антибольшевистской организации «Союз освобождения России», в которую входил и И. Л. Солоневич, на тот момент также проживавший в Одессе. После ареста И. Л. Солоневича чекистами организация ушла в глубокое подполье.
С 1921 года находился в эмиграции в Польше, проживал в Варшаве, и являлся резидентом Боевой организации генерала Кутепова в Польше. Одним из первых начал догадываться о действительном характере организации «Трест». В 1932 году являлся членом редакции газеты «Молва». Участник сборника «Стихи» (1932) четырёх поэтов, выпущенный Литературным содружеством в Варшаве, «Антология русской поэзии в Польше» (1937). Корреспондент газет: «Борьба за Россию», «Возрождения», «Руль», «Россия», «Сегодня», Kurjer Warszawski.
В 1930-е годы являлся председателем правления Российского общественного комитета в Польше, оказывавшего правовую и иную помощь российским эмигрантам.
Войцеховский защищал интересы русской эмиграции в Польше, как перед польскими властями, так и в Генеральной губернии нацистской Германии, что было особенно тяжело, ввиду политики, проводимой нацистами на Востоке. Создал и был управляющим делами Русского общественного комитета в Варшаве, который после немецкой оккупации Польши был преобразован в «Руссише Фертрауенштелле». Встречался с рядом влиятельных лиц немецкой администрации, в частности, с Х. Ауэрсвальдом, комиссаром по делам фольксдойче. Был корреспондентом русскоязычной берлинской газеты «Новое слово».
В 1944 году эвакуировался из Варшавы в Германию. 30 апреля 1945 в Фельдкирхе с группой беженцев присоединился к дивизии полковника Б. А. Хольмстона-Смысловского, с которым был знаком по Варшаве. После выхода дивизии и сопровождавших её русских беженцев на границу Лихтенштейна, вёл переговоры с властями княжества, способствовал пропуску военнослужащих дивизии на территорию Лихтенштейна, но для себя разрешения не получил.
После 2 мая 1945 — во французской зоне оккупации Австрии. Занимался спасением бывших советских граждан от насильственной репатриации в СССР. В 1945—1946 годах французские коммунисты пытались похитить С. Л. Войцеховского, но после смены французского правительства отношение военных в зоне оккупации к русским улучшилось. С. Л. Войцеховский являлся представителем русской диаспоры в Австрии перед американской администрацией. Состоял членом Российского имперского Союза-Ордена. До 1950 (или 1951) года проживал с семьёй в Равенсбурге, затем переехал в США при помощи Толстовского фонда, где играл заметную роль в общественно-политической жизни русской диаспоры. Работал в Толстовском фонде. Один из учредителей Российского политического комитета (1953). Автор газет: «Наша страна» (Буэнос-Айрес), «Новое русское слово» и «Россия» (Нью-Йорк), журналов «Возрождение» (с 1949), «Новый журнал» (Нью-Йорк), «Часовой» (Париж — Брюссель). Труды Войцеховского публиковались в «Записках Русской академической группы в США» (Нью-Йорк). Внимание привлекли публикации Войцеховского, посвящённые истории операции «Трест».
Скончался в 1984 году на Толстовской ферме. Похоронен на кладбище Новодивеевского монастыря.

## Сочинения
- Трест. Воспоминания и документы. — Онтарио: Zaria, 1974.
- «Эпизоды» (1978) —  сборники мемуарных очерков;
- Сборники стихов (1974 и 1981).